# Münster
För andra betydelser, se Münster (olika betydelser).
Münster är en kretsfri stad i det tyska förbundslandet Nordrhein-Westfalen. Staden har en välbevarad medeltida stadskärna och många byggnader är konstruerade för att harmoniera med den medeltida arkitekturen. Staden är ett av flera administrativa säten för förbundslandet Nordrhein-Westfalen. I staden återfinns konstitutionsdomstolen och överdomstolen, vilket lever kvar sedan tiden då staden var huvudstad i Westfalen.
Staden har cirka 320 000 invånare varav cirka 48 500 är studenter. Därmed är Münster den näst största studentstaden i Tyskland efter München.
Münster blev officiellt storstad år 1915. År 2004 fick Münster utmärkelsen LivCom Award som världens bästa stad att bo i för kategorin städer med 250 000 till 750 000 invånare. Staden med omnejd kallas i folkmun för Münsterland. Staden är också en stor cykelstad.

## Historia

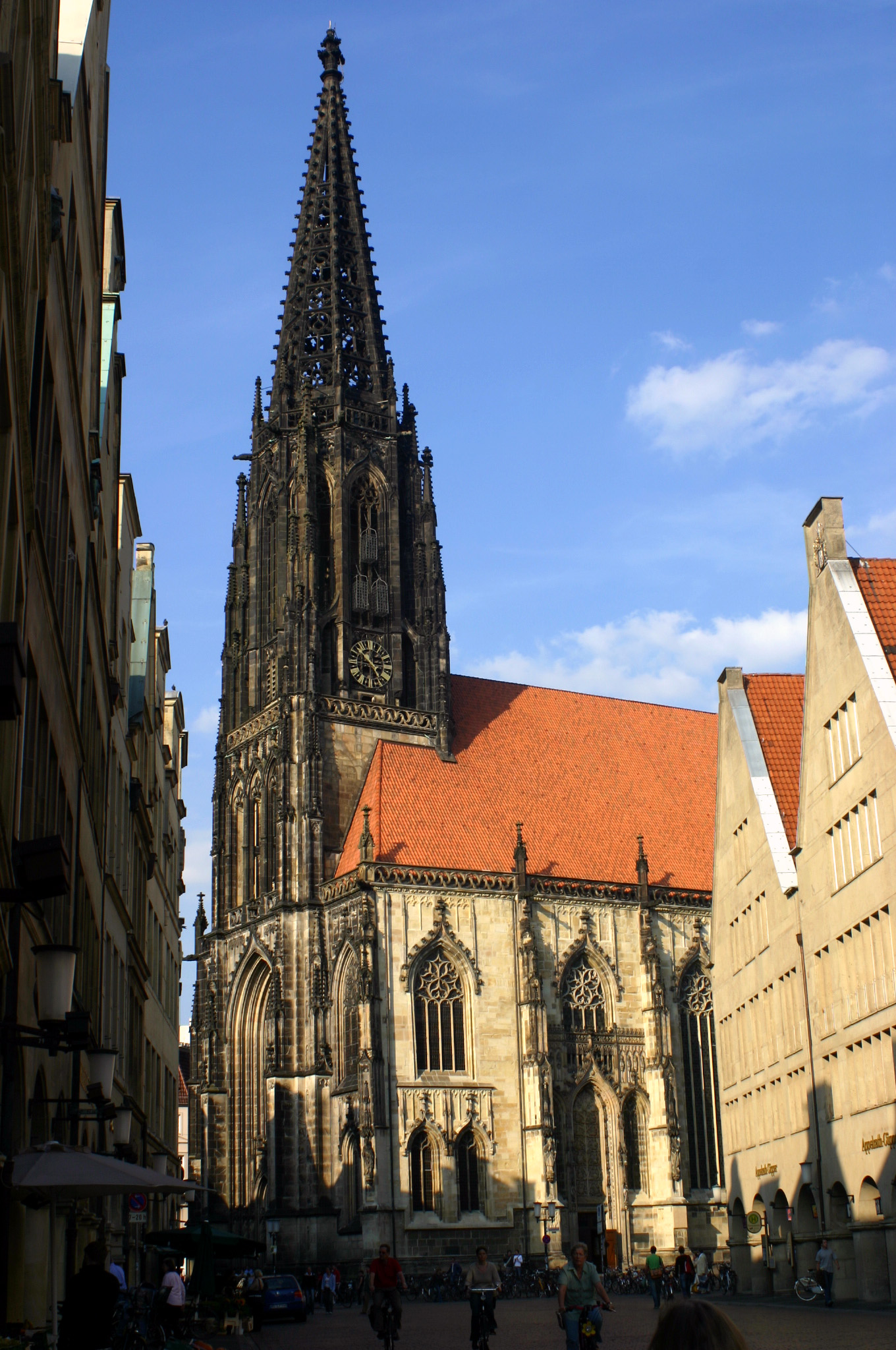
Prinzipalmarkt, Münster, med den gotiska St. Lambertikyrkan.

Staden grundades år 797 som en missionsskola i biskopsdömet Münsterland.
Münster blev år 802 biskopssäte och stad omkring 1170 och blev så småningom centrum i Furstbiskopsstiftet Münster. Från mitten av 1200-talet tillhörde Münster Hansan.
År 1534 tog Anabaptister kontrollen över staden under ledning av Jan van Leiden. När staden återtogs 1535 avrättades upprorsledarna brutalt, och kropparna visades i burar upphängda i tornet på St. Lambertikyrkan. Dessa burar hänger där än.
I stadens rådhus slöts den westfaliska freden 1648, vilken avslutade det trettioåriga kriget. Vid samma tid nådde kampen för att staden skulle bli oavhängig sin höjdpunkt. Det kulminerade i ett försök att göra Münster till fri riksstad. Det ledde dock till konflikt mellan borgerskapet och de kyrkliga furstarna och resulterade i öppen konfrontation med furstbiskop Bernhard von Galen, som 1661 höll staden belägrad i åtta månader.
1780 grundades stadens universitet (Westfälische Wilhelms-Universität).
Efter den siste furstbiskopens död 1801, besattes staden ett år senare av den preussiske generalen Gebhard Leberecht von Blücher. Preussens överhöghet legitimerades först 1803, innan Napoleon I intog och besatte staden 1806. Först 1813 fördrevs fransmännen från staden av preussiska och ryska trupper. Efter Europas nyordning genom Wienkongressen 1815 tillhörde Münster officiellt Preussen och var provinshuvudstad i den nygrundade provinsen Westfalen.
Under andra världskriget skadades bebyggelsen svårt, men byggdes upp igen till sitt ursprungliga utseende. Münster var den preussiska provinsen Westfalens residensstad till 1949, när Preussen upplöstes.

## Stadsdelar

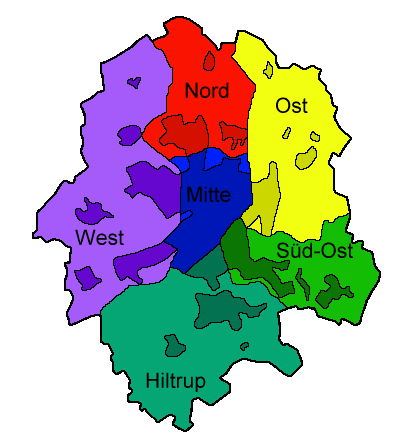
Stadsdistrikten i Münster

Münster är indelad 6 stadsdistrikt (Stadtbezirke) som i sin tur är indelade i mindre stadsdelar.
- Mitte
  - Kernbereich
- Nord
  - Coerde
  - Kinderhaus
  - Sprakel och Sandrup
- Ost
  - Dyckburg (Består av Mariendorf och Sudmühle)
  - Gelmer med Gittrup
  - Handorf med Kasewinkel, Laer, Dorbaum och Verth
  - Mauritz-Ost och Mondstraße, (Kallas även för: St. Mauritz)
- West
  - Albachten
  - Gievenbeck
  - Mecklenbeck
  - Nienberge med Häger, Schonebeck och Uhlenbrock
  - Roxel med Altenroxel och Oberort
  - Sentruper Höhe
- Süd-Ost
  - Angelmodde med Hofkamp
  - Gremmendorf med Loddenheide
  - Wolbeck
- Hiltrup
  - Amelsbüren med Sudhoff, Loevelingloh och Wilbrenning

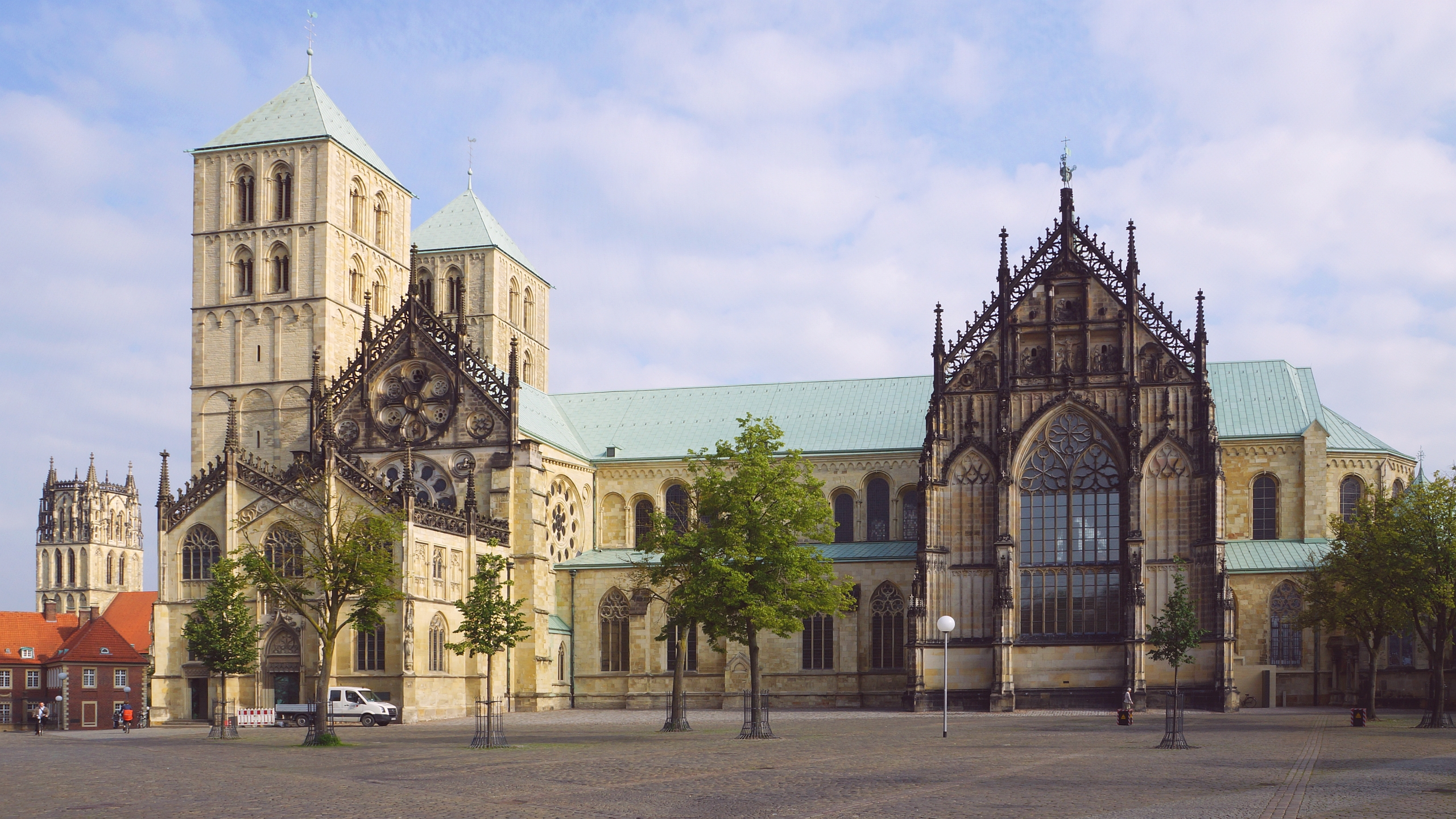
Romersk-katolska St.-Paulus-Dom (805)

  - Berg Fidel
  - Hiltrup

## Storstadsområde
Münster är en betydande studentstad, och många i närregionen pendlar dagligen in till utbildningar och arbetsplatser i staden. Hela pendlingsområdet, där mer än hälften av de dagliga pendlarna söker sig in till de centrala delarna, består av städerna Münster, Drensteinfurt, Dülmen, Greven, Lüdinghausen, Sendenhorst och Telgte, samt kommunerna Altenberge, Ascheberg, Everswinkel, Havixbeck, Laer, Nottuln, Ostbevern och Senden.
| Områdestyp                  | Areal (km²) | Invånarantal 31 december 2006 | Densitet (inv/km²) |
| --------------------------- | ----------- | ----------------------------- | ------------------ |
| Kärnstad (Münster)          | 302,91      | 272 106                       | 898,31             |
| Närliggande pendlingsområde | 1 368,63    | 259 875                       | 189,88             |
| Totalt                      | 1 671,54    | 531 981                       | 318,26             |

## Politik
I valet till kommunfullmäktige 2009 fördelades platserna följande
- CDU 31 platser
- SPD 20 platser
- Grüne 16 platser
- FDP 7 platser
- UWG-MS 1 plats
- Linke 3 plats
- ödp 1 plats
- Piraten  1 plats

## Samarbetsstäder och vänorter[6]

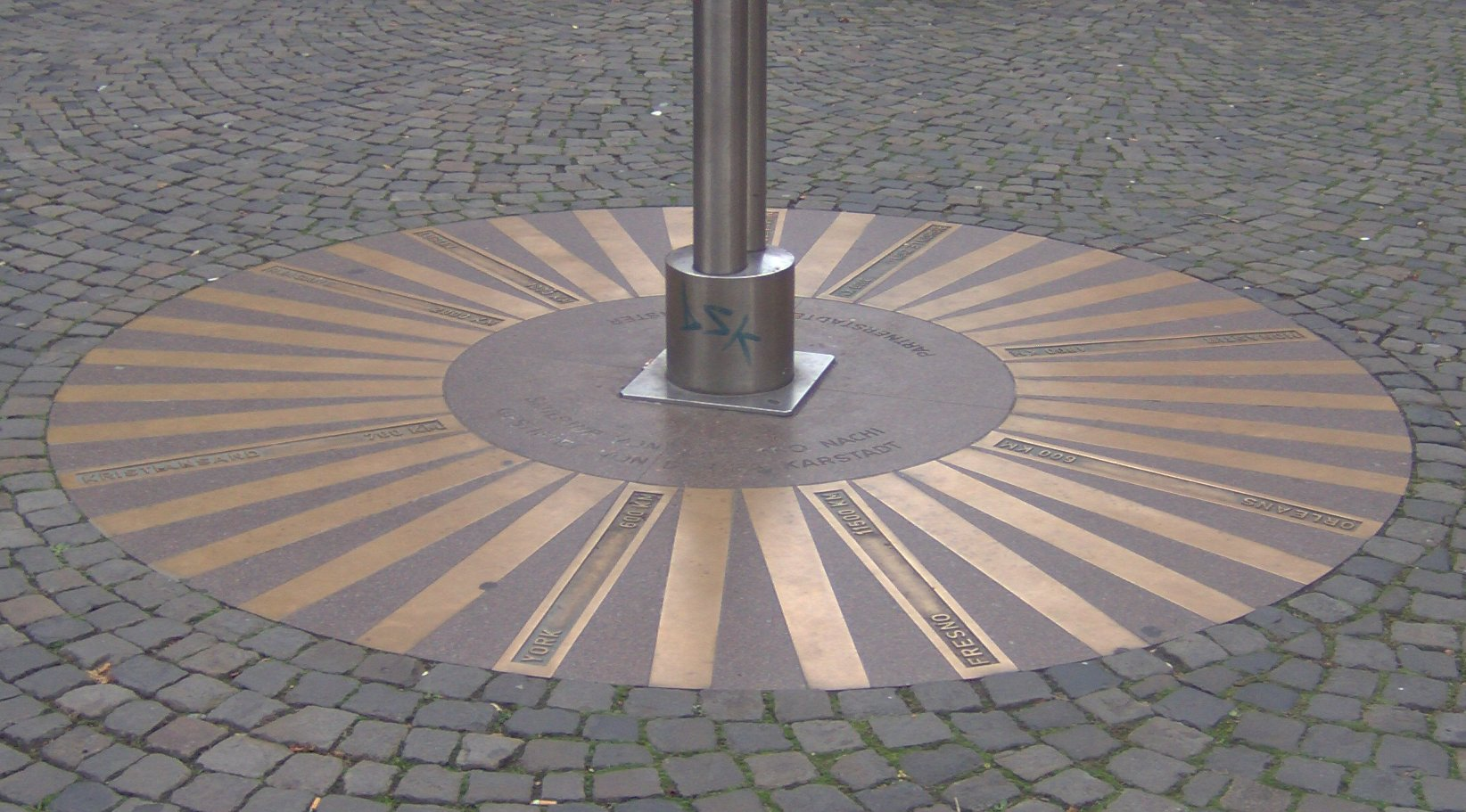
Kompass mot alla samarbetsstäder och vänorter, finns på handelsgatan Salzstraße

- Braniewo i Polen sedan 1954
- York, Storbritannien sedan 1957
- Orléans i Frankrike sedan 1960
- Kristiansand i Norge sedan 1967
- Monastir i Tunisien sedan 1969
- Beaugency i Frankrike sedan 1974
- Rishon LeZion i Israel sedan 1981
- Fresno i USA sedan 1986
- Rjazan i Ryssland sedan 1989
- Mühlhausen i Thüringen, Tyskland sedan 1990
- Lublin i Polen sedan 1991

## Infrastruktur

### Cykel
Münster har gott om cykelbanor. Hela nätet av cykelbanor hade året 2015 en längd av 473 km.

### Järnväg
Münster är en medelstor järnvägsknut och ligger vid järnvägssträckan Hamburg - Bremen - Osnabrück - Münster - Lünen - Dortmund.

### Vägar
Sedan år 1965 går motorvägen A1 förbi staden, vägen är viktig för trafiken i Tyskland. Vägen går väster om själva staden och separerar stadsdelarna Nienberge och Roxel från resten av staden. År 1981 byggdes motorväg A43. Den ansluter Münster med de mer centrala delarna av Ruhrområdet, till skillnad från A1 som går öster om området. A43 ansluter till A1 i en motorvägskorsning sydost om staden. I korsningen finns också vägen B51 som fortsätter i en 90° ringled runt staden, dvs en ringled som förbinder de södra delarna av staden med de östra. 
I den västra delen av B51 i Münster ansluter B219 och B54.
En av det viktigaste trafikplatserna i staden är Ludgeriplatz. Det är en rondell precis söder om stadskärnan, och till rondellen ansluter sex vägar.
I staden finns två ringvägar, varav den ena går runt stadskärnan och den andra någon kilometer utanför den första. Man håller på med en tredje ringväg, och det är den som nämns tidigare i artikeln som B51. Den kommer förmodligen att gå ifrån A1 i en ring runt staden för att sedan ansluta till A1 igen.

### Flygtrafik
Norr om staden i närheten av staden Greven ligger flygplatsen Flughafen Münster-Osnabrück International Airport (IATA FMO, ICAO EDDG. Flygplatsen används mest som inrikesflygplats. Men det går charterflyg till vissa länder. Startbanan är idag 2 170 meter. Men man planerar att bygga ut den till 3 000 meter när man har hittat finansiärer. I en senare framtid planerar man att bygga ut flygplatsen till 3 600 så man kan börja flyga medellånga sträckor från flygplatsen.

## Sport
I staden finns fotbollslaget Preussen Münster och volleybollklubben USC Münster.